# Banco Central do Chipre
O Banco Central do Chipre é o banco central da República do Chipre, localizado em Nicósia. Foi fundado em 1963. Seu atual presidente é o Professor Panicos O. Demetriades. O banco emitia cédulas e moedas da Libra cipriota até 2008, quando o país adotou o euro.
O Banco Central de Chipre tem suas origens no Governo Colonial Britânico de Chipre, que estabeleceu um Conselho Monetário de Chipre em 1927. Isso ocorreu após a anexação unilateral de Chipre pelo Império Britânico em 1914, o Tratado de Lausanne, estabelecendo a legalidade no direito internacional desta aquisição britânica, em 1923, e o estabelecimento total de um sistema colonial de governo em Chipre, com a criação de um Conselho Legislativo, em 1926.